# Autographa labrosa
Autographa labrosa là một loài bướm đêm trong họ Noctuidae.